# Horace Andy

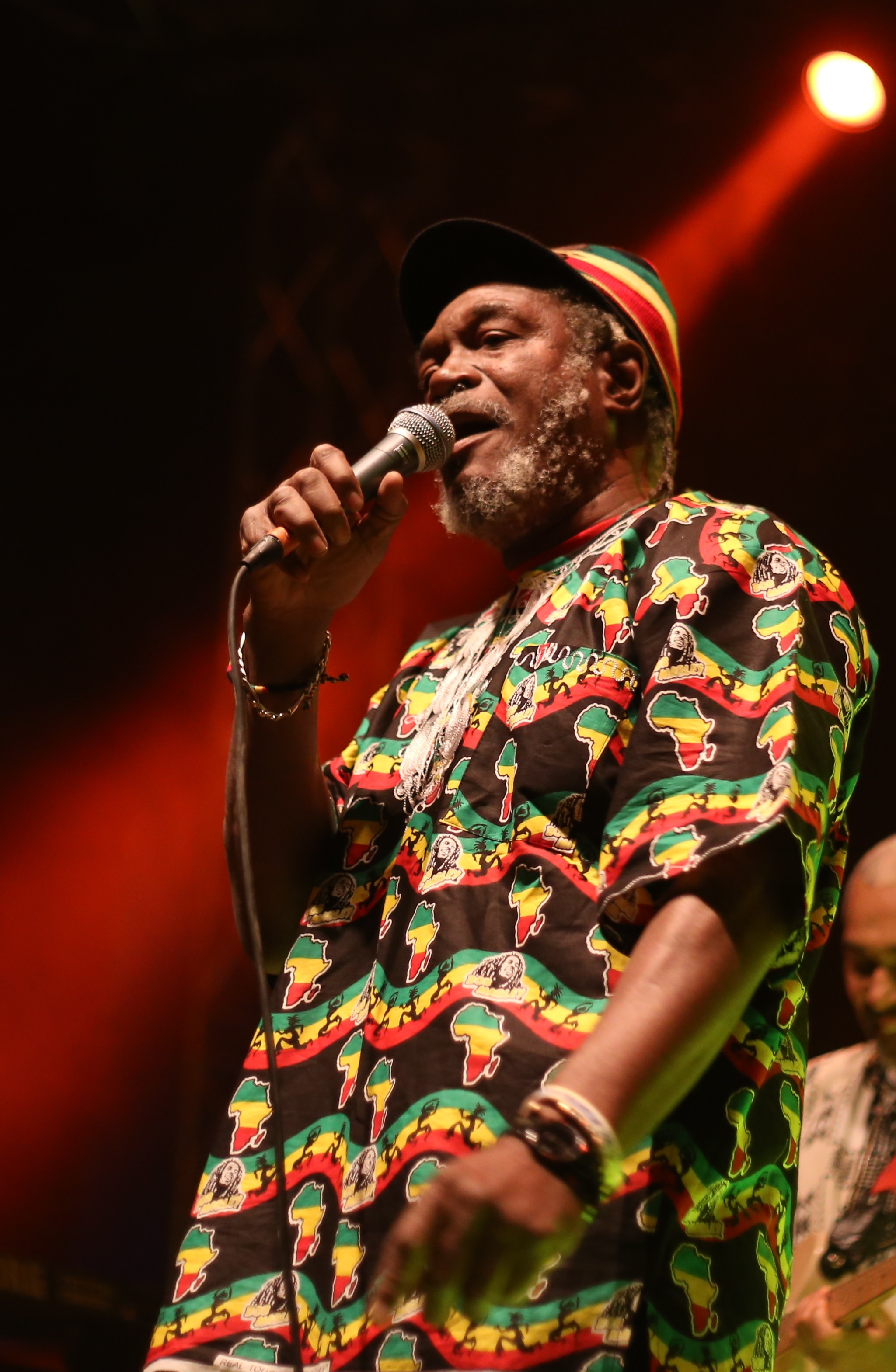
Horace Andy in 2013

Horace Hinds, artiestennaam Horace Andy (Kingston 19 februari 1951), is een Jamaicaanse reggaezanger en producer.
Horace Hinds nam in 1967 zijn eerste single "This is a Black Man's Country" op bij producer Phil Pratt, maar hij had er geen succes mee. Zijn doorbraak kwam in 1970 toen hij een contract kreeg bij de belangrijkste studio van die tijd, Studio One, van Coxsone Dodd. Op Dodds advies wijzigde hij zijn artiestennaam in Horace Andy. In deze periode had hij succes met de singles See a Man's Face, Night Owl, Fever en Mr. Bassie; Skylarking werd een van zijn bekendste platen.
Gedurende de jaren 1970 had hij veel succes op Jamaica. Hij werkte onder meer samen met producer Bunny Lee. In 1977 verhuisde hij naar de Verenigde Staten, waar hij enkele platen opnam en een rol speelde in de opkomst van de dancehall, de commerciëlere variant van de reggae. In de jaren 1990 werkte hij samen met de Britse triphopband Massive Attack. Nieuwe solo-albums verschenen in 1999 en 2002.
- Bibliothèque nationale de France: cb138907880 (data)
- Gemeinsame Normdatei: 134976304
- International Standard Name Identifier: 0000 0000 5513 3258
- Library of Congress Control Number: n79140546
- MusicBrainz: 2027b08d-45b1-4fb5-aa6d-f6ccc4db78e5
- Nationale Bibliotheek van Tsjechië: xx0014706
- Nationale Bibliotheek van Israël: 987007418359305171
- SNAC: w6c287d7
- Système universitaire de documentation: 139278346
- Virtual International Authority File: 12490692
- WorldCat: E39PBJpypc99qJjdbkVMYgMkjC